# Новое Лепьево
Новое Лепьево — деревня Ковылкинского района Республики Мордовия в составе Мамолаевского сельского поселения. 

## География
Находится на расстоянии примерно 25 километров по прямой на север от районного центра города Ковылкино.

## История
Деревня известна с 1869 года, когда была учтена была как казенная деревня Краснослободского уезда из 64 дворов. 

## Население
Постоянное население составляло 426 человек (мордва-мокша 99%) в 2002 году, 382 в 2010 году .